# 遠田昌庵
遠田 昌庵（とおだ しょうあん、生年未詳 - 元治元年12月9日（1865年1月6日）は、幕末の蘭学者。幕府歩兵屯所付医師。名は景徳、また著明とも。号は天籟。堂号は楽善堂。
下総国佐倉藩士、水飼五八郎の七男として生まれる。
安政3年（1856年）、訳書『和蘭文典訳語筌』を発行。文久2年（1862年）2月、幕府の（西洋）医学所頭取（緒方洪庵）より世話方を命じられる。同3年（1863年）5月、歩兵屯所付出役医師を命じられ、15人扶持を給される。元治元年（1864年）、天狗党の乱鎮圧に従うも、12月9日病没した。墓所は東京都港区の金地院。
幕府奥医師で脚気治療の名手として知られた遠田澄庵は実兄である。